# Atomtronica
Il neologismo atomtronica deriva dalla contrazione dei termini anglosassoni "Atom Electronics", elettronica fondata sugli atomi, dove gli atomi hanno un ruolo analogo a quello degli elettroni nei circuiti elettronici.

## Descrizione
Quando determinati atomi vengono portati a temperature molto basse tali da formare un condensato di Bose-Einstein, e mantenuti in posizione ordinata tramite un reticolo ottico realizzato con fasci laser, possono formare stati analoghi agli elettroni in mezzi a stato solido-cristallino, come i semiconduttori. Il drogaggio tramite impurità permette la creazione di stati n e p analoghi ai semiconduttori, e una batteria atomtronica può essere realizzata mantenendo due contatti a un potenziale chimico differente.
È stata dimostrata la possibilità teorica di realizzare dispositivi atomtronici analoghi ai diodi e transistor.